# Sulisartut Højskoliat
Sulisartut Højskoliat (dansk: Arbejderhøjskolen) er en højskole, og et kursus- og konferencecenter for arbejdere. Højskolen ligger i Qaqortoq, i Grønland. Skolen tilbyder desuden udflugter og værelser for turister. 

## Historie
Baggrunden for Sulisartut Højskoliat var et ønske om at få etableret et uddannelsessted for SIK's tillidsrepræsentanter. Skolen blev bygget i 1977 i Qagortoq og er udbygget flere gange siden. Bygningen var delvist finansieret af lån fra det danske undervisningsministerium og delvist et tilskud fra det danske LO. 
Højskolen ejer i dag også gamle bevaringsværdige bygninger fra den Herrnhutiske Brødremenigheds tid i Grønland samt nyere bygninger i Alluitsoq (Lichtenau), som enten skal restaureres eller renoveres.
I 1990 udgav Sulisartut Højskoliat Grønlands svar på Arbejdersangbogen, Sulisartut erinarsuutaat, med grønlandske og udenlandske kompositioner, og tekster på grønlandsk og dansk.
Skolen tegnede først i sommeren 2022 overenskomst for læreruddannede højskolelærere med IMAK - lærernes fagforening i Grønland.

## Aktiviteter
Skolen aktiviteter svarer til den danske arbejderbevægelses oplysningsarbejde og uddannelsesvirksomhed, f. eks. Konventum i Helsingør og Esbjerg Højskole.
Det er en arbejderhøjskole, dvs. at den tilbyder arbejdsrelaterede kurser til både unge og ældre.
Skolens vedtægter siger følgende om skolens opgaver:
| Citat | Højskolens opgave er dels at meddele unge arbejdere og andre elever fra by og bygd en almendannende undervisning, dels at give kursusundervisning til arbejderbevægelsens medlemmer, medarbejdere og tillidsmænd | Citat |
|       | |       |

Den tilbyder to årlige højskoleophold i 18 uger for 55 elever i hvert hold, hvori der indgår bl. a. værkstedsundervisning. Desuden afholder skolen kurser for tillidsrepræsentanter og kortere ungdomskurser. Det er på Sulisartut Højskoliat, at SIK afholder deres møder og konferencer. 
Skolen tilbyder møder, events, konferencer og kurser for grupper under Fagbevægelsens Hovedorganisation i Danmark og ind imellem fra ABF Norden (Arbetarnas Bildningsförbund), herunder AOF Danmark.
Fra juni og til begyndelsen af september har skolen aktiviteter for turister. I den periode fungerer skolen også som vandrerhjem. Skolen tilbyder pakkerejser og udflugter til seværdigheder i Sydgrønland.
I dag bygger driften af Sulisartut Højskoliat på tilskud fra Grønlands Selvstyre samt udlejning til private såvel som offentlige institutioner og virksomheder.

## Udgivelser
- Sulisartut erinarsuutaat (1. udgave, 1. oplag udgave). Qasigiannguit: Sulisartut Højskoliat. 1990.